# Mont Mawson
Le mont Mawson (1 320 m d'altitude) est une montagne et une petite station de ski de Tasmanie en Australie, située au nord-ouest du ville d'Hobart, dans le parc national du mont Field.
C'est l'une des deux montagnes skiables en Tasmanie et elle abrite quatre remontées mécaniques. Facilement accessible depuis Hobart, le club de ski du mont Mawson a été fondé en 1958. 